# Jean Raspail
Jean Raspail (Chemillé-sur-Dême, 5 luglio 1925 – Parigi, 13 giugno 2020) è stato un esploratore e romanziere francese.

## Biografia
Nato il 5 luglio del 1925 a Chemillé-sur-Dême, piccolo comune del dipartimento dell'Indre e Loira, Raspail era figlio di Octave Raspail, direttore di fabbrica e poi direttore generale delle miniere della regione del Saar, e di Marguerite Chaix. Frequentò delle scuole cattoliche private prima a Parigi, tra cui Saint-Jean-de-Passy dove fu allievo dello scrittore Marcel Jouhandeau che lo influenzò profondamente, e infine a Verneuil-sur-Avre.
Sin da giovane Raspail viaggiò per il mondo con l'intento di entrare in contatto con popolazioni minacciate dallo sviluppo tecnologico e industriale. Tra il 1950 e il 1951 viaggiò dalla Terra del Fuoco all'Alaska, e nel 1954 partecipò a un'esplorazione nelle terre delle popolazioni Inca. Raspail fu anche console generale del non riconosciuto Regno di Araucanía e Patagonia; nel 1981, il suo romanzo sulla vita del suo fondatore Orélie Antoine de Tounens Moi, Antoine de Tounens, roi de Patagonie vinse il Grand Prix du roman de l'Académie française.
Il suo radicale cattolicesimo tradizionalista e conservatore (nonostante i suoi rapporti contrastanti con la fede) fu fonte d'ispirazione per molti dei suoi romanzi, spesso storie basate su una nostalgia romantica per il colonialismo e le prime esplorazioni ma anche narrazioni di genere utopico che raccontano del fallimento di ideologie come il liberalismo e il comunismo attraverso la necessaria restaurazione di una monarchia assoluta cattolica. Raspail stesso si dichiarò monarchico, e nel suo romanzo del 1990 Sire auspicava il ritorno di un re in Francia entro la fine del decennio: nel romanzo viene incoronato a Reims nel febbraio del 1999 il diciottenne Philippe Pharamond de Bourbon, diretto discendente della dinastia reale francese.
Nel suo romanzo più famoso e di maggior successo, Il campo dei santi, pubblicato nel 1973, Raspail prefigurava un collasso della civiltà occidentale per un'immigrazione di massa proveniente dal Terzo Mondo e in particolare dall'India agli inizi degli anni '90. Il libro ricevette apprezzamenti alla sua uscita ma anche critiche per i suoi contenuti apertamente razzisti, xenofobici e classisti. Venne tradotto successivamente in inglese, tedesco, spagnolo, portoghese, afrikaans, ceco, olandese, polacco, ungherese e italiano uscendo in quest'ultima lingua per le Edizioni di Ar, casa editrice dell'ex terrorista di Ordine Nuovo Franco Freda. Il romanzo influenzò le idee della futura Nouvelle Droite che lo considerò "profetico" e dagli anni 2010 divenne un testo di riferimento per gruppi di estrema destra, suprematisti bianchi, neofascisti, neonazisti e Alt-Right. Il libro venne encomiato anche da Steve Bannon, prima che questi divenisse capo stratega nell'amministrazione del presidente degli Stati Uniti d'America Donald Trump, e da Marine Le Pen, che si dichiarò fan di Raspail nonostante egli affermasse di preferire e votare Nicolas Sarkozy.
Dopo Il campo dei santi scrisse altri romanzi come Septentrion, L'anello del pescatore (Prix Prince-Pierre-de-Monaco 1996 e Prix Maison de la Presse 1996), Qui se souvient des hommes ? (Prix Chateaubriand 1986 e Prix du Livre Inter 1987), il già citato Sire (Grand Prix roman del la Ville de Paris 1992), Hurrah Zara ! (Premio Audiberti, 1999) e En canot sur les chemins d'eau du roi, une aventure en Amérique (Prix littéraire de l'armée de terre - Erwan Bergot 2006). Ricevette anche, per l'insieme della sua opera letteraria, il Gran premio di letteratura dell'Accademia francese.
Su Le Figaro del 17 giugno 2004, Raspail pubblicò un articolo intitolato La patrie trahie par la République, in cui criticava aspramente e con toni apocalittici le politiche riguardo l'immigrazione del governo francese, invocando il separatismo razziale per preservare i francesi "di sangue" dalle altre etnie e contemporaneamente affermando l'inevitabilità e la necessità di una rivolta armata contro "gli invasori" e chi li favorisse; fu denunciato dalla LICRA (Lega Internazionale Contro il Razzismo e l'Antisemitismo), ma la causa venne respinta il 28 ottobre di quello stesso anno.
Era inoltre membro e sostenitore dell'associazione Amis de Robert Brasillach. Nel 2013 è divenuto membro ad honorem del Secours de France, un'associazione creata nel 1961 per sostenere i detenuti dell'Organisation Armée Secrète (OAS), associazione clandestina paramilitare attiva durante la guerra di Algeria che tentò di opporsi con ogni mezzo all'indipendenza del paese, associazione che all'epoca era vicina all'ICHTUS, organizzazione francese di estrema destra e tradizionalista cattolica.
Viveva a Neuilly-sur-Seine, vicino a Parigi. È morto all'ospedale Henri-Dunant il 13 giugno 2020, all'età di 94 anni.

## Opere
In italiano sono stati tradotti solamente tre romanzi.
Tra i suoi romanzi più celebri, tradotti in varie lingue, vi sono:
- Terres Saintes et Profanes, 1960
- Bienvenue Honorables Visiteurs (le Vent des pins), 1970
- Le Tam-Tam de Jonathan, 1971
- L'Armada de la Dernière Chance, 1972
- Il campo dei santi (Le Camp des Saints, 1973), traduzione di Fabrizio Sandrelli, Il Cavallo Alato, Edizioni di Ar, 1998
- Le Jeu du Roi, 1976
- Septentrion, 1979
- Les Antilles, d'île en île, 1980
- Moi, Antoine de Tounens, roi de Patagonie, 1981
- Les Hussards : histoires exemplaires, 1982
- Le Président, 1985
- Qui se souvient des hommes..., 1986 (I nomadi del mare, trad. di Silvia Accardi. SugarCo, Milano, 1987)
- L'Île bleue, 1988
- Pêcheurs de Lune, 1990
- Sire, 1990)
- Vive Venise, 1992
- Sept cavaliers quittèrent la ville au crépuscule par la porte de l'Ouest qui n'était plus gardée, 1993
- L'anello del pescatore (L'anneau du pêcheur, 1995), CasadeiLibri, 2009
- Hurrah Zara !, 1998
- Le Roi au-delà de la mer, 2000
- Adiós, Tierra del Fuego, 2001
- Le son des tambours sur la neige et autres nouvelles d'ailleurs, 2002
- Les Royaumes de Borée, 2003
- En canot sur les chemins d'eau du roi, une aventure en Amérique, 2005